# Sobredominància
La sobredominància és la condició genètica en la qual el fenotip de l'individu heterozigòtic pren un valor fora de l'interval definit pels valors fenotípics dels seus dos progenitors homozigòtics, sigui superior o inferior. Aquest fenomen s'anomena també superioritat de l'heterozigot quan els individus heterozigòtics presenten una major aptitud biològica (fitness, en anglès) que els individus homozigòtics per a qualsevol dels dos al·lels que presenta l'heterozigot.

## Anèmia falciforme
En humans, l'exemple clàssic de sobredominància és l'anèmia falciforme en poblacions amb alta presència de malària. Aquest tipus d'anèmia es deu a un polimorfisme de dues variants. La variant detrimental (causant de la malaltia) redueix molt l'esperança de vida quan es troba en homozigosi (els individus homozigots per aquesta variant rarament assoleixen els 50 anys). Quan es troba en heterozigosi, l'esperança de vida també es veu reduïda (en menor grau), però confereix als seus portadors certa resistència a la malària. És per això que, en les poblacions humanes on la malària té més incidència, com ara les de l'Àfrica central, els individus heterozigots pel gen causant de l'anèmia falciforme (gen HBB) mostren una major aptitud biològica respecte els altres.
Aquesta sobredominància és possible observar-la també en poblacions on la malària ja no és una malaltia freqüent, ja que la pressió selectiva que hi ha exercit mentre ho era ha deixat una marca genètica en la població: la variant causant de l'anèmia es trobarà a aquestes poblacions en una freqüència molt més alta que en la resta, ja que en les poblacions on la malària és inexistent i, per tant, no es comporta com un factor de selecció, l'al·lel detrimental causant de l'anèmia no suposa cap avantatge.
|                                                                             | Poblacions amb presència de la malària                                             | Poblacions sense la presència de malària                   |
| --------------------------------------------------------------------------- | ---------------------------------------------------------------------------------- | ---------------------------------------------------------- |
| HbS HbS Individus homozigots per l'al·lel causant de l'anèmia falciforme    | Desafavorits - Molt poca esperança de vida - Major susceptibilitat a la malària    | Desafavorits - Molt poca esperança de vida                 |
| HbA HbS Individus heterozigots per l'al·lel causant de l'anèmia falciforme  | Afavorits - Menor esperança de vida (però major que AA) - Resistència a la malària | Desafavorits - Menor esperança de vida (però major que AA) |
| HbA HbA Individus homozigots per l'al·lel no-causant de l'anèmia falciforme | Desafavorits - Esperança de vida normal - Major susceptibilitat a la malària       | Afavorits - Esperança de vida normal                       |

* La nomenclatura usada per a descriure els tres possibles genotips en aquest locus és la convencional. Hb fa referència al gen que codifica la cadena beta de l'hemoglobina, el qual pot presentar milers de variants, dues de les quals relatives a l'anèmia: (1) la variant HbA, que codifica una proteïna de 146 aminoàcids el sisè dels quals és un àcid glutàmic (Glu, E) i és coneguda com la variant normal i (2) la variant HbS, que codifica una proteïna de la mateixa longitud però la sisena posició de la qual és una valina (Val, V) i és coneguda com la variant detrimental pels seus efectes sobre les propietats de l'hemoglobina i, conseqüentment, els glòbuls vermells, provocant l'anèmia falciforme.